# Black Mountains
Les Black Mountains sont une chaîne montagneuse située dans le comté d'Inyo, au sud-est du parc national de la vallée de la Mort en Californie.

## Géographie

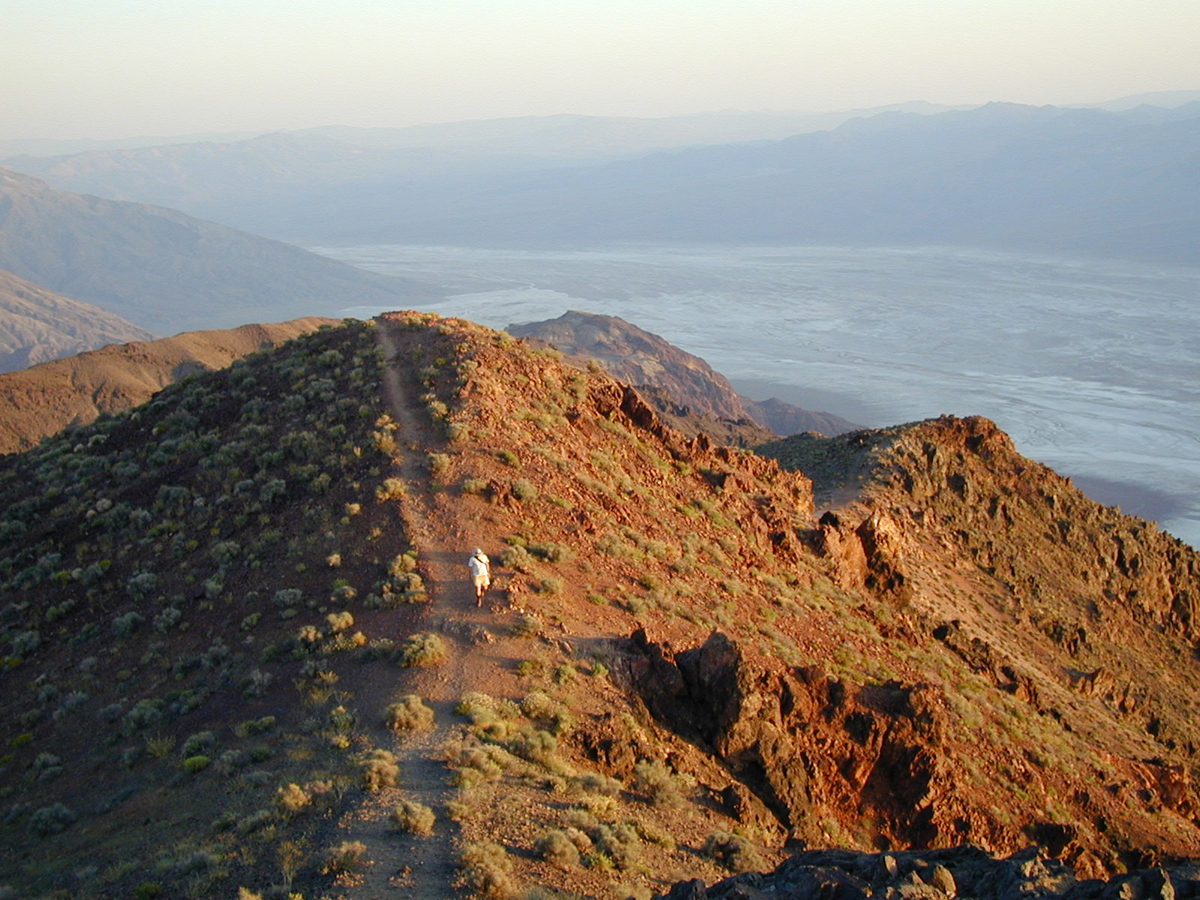
Un randonneur à Dante's View, dans les Black Mountains.

Les Black Mountains se trouvent dans le prolongement méridional du chaînon Amargosa, dans la direction nord-sud. Leur point culminant, le pic Funeral, s'élève à 1 939 m d'altitude. À l'ouest et au sud-ouest de la chaîne s'étend la vallée de la Mort avec les points de vue Dante's View et Coffin Peak.